# 拉东 (奥恩省)
拉东（法語：Radon，法語發音：[ʁadɔ̃] ⓘ）是法国奥恩省的一个旧市镇，位于该省南部，属于阿朗松区。2016年1月1日，拉东和相邻的另外2个市镇合并为新市镇埃库沃（Écouves），并成为该市镇的政府驻地。

## 地理
拉东（48°30'11"N, 0°6'6"E）面积19.81 平方千米，位于法国诺曼底大区奧恩省，该省份为法国西北部内陆省份，北起顺时针与卡爾瓦多斯省、厄尔省、厄尔-卢瓦省、萨尔特省、马耶讷省和芒什省接壤。
与拉东接壤的市镇（或旧市镇、城区）包括：勒布永、瓦尔弗朗贝尔、洛雷代库沃。

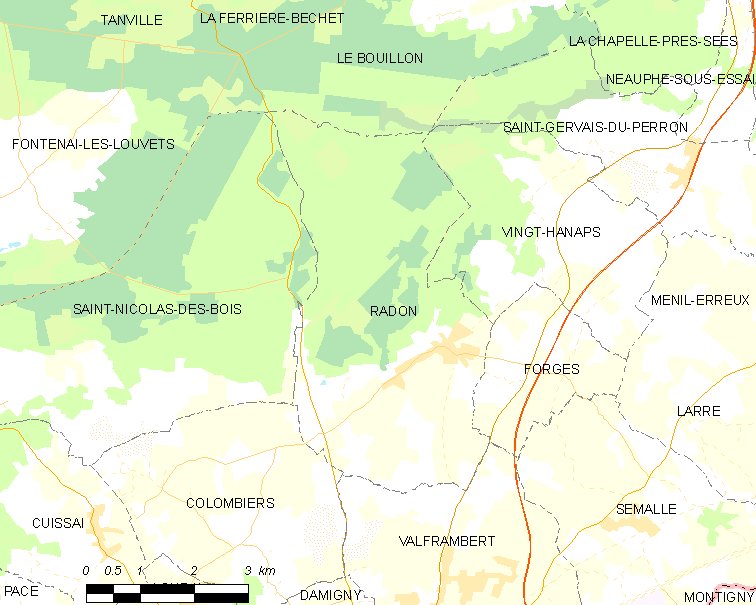
的OSM定位图

拉东的时区为UTC+01:00、UTC+02:00（夏令时）。

## 行政
拉东的邮政编码为61250，INSEE市镇编码为61341。

## 政治
拉东所属的省级选区为埃库沃县。

## 人口

1962-2008年间人口变化图示

拉东于2018年1月1日时的人口数量为1037人。